# Jiang Lizhang
Jiang Lizhang (cinese: 蒋立章; Fu'an, 27 ottobre 1981) è un imprenditore e dirigente sportivo cinese.

## Biografia
Nel 2004 ha fondato il gruppo Desports, un'azienda di marketing sportivo con sede a Jiangsu, rivenduta poi nel 2015 al colosso cinese DDMC pur restandone il presidente. Ha anche un passato da giornalista sportivo.
È stato il presidente del Parma, avendone posseduto il 60%. Nell’ottobre 2018, a seguito di gravi inadempienze economiche i soci di minoranza di Nuovo Inizio sono tornati in possesso della maggioranza del club in virtù di una clausola inserita nel contratto di cessione. Jiang Lizhang è il presidente del Granada, del Chongqing Lifan (al 90%) e possiede il 5% della squadra di basket NBA dei Minnesota Timberwolves.